# Best Of Modern Talking
Best Of Modern Talking ("Lo Mejor de Modern Talking") es un álbum recopilatorio que abarca la carrera del dúo alemán Modern Talking desde 1984 hasta 1987. Fue lanzado al mercado en 1988, un año después de su separación en 1987. Es editado bajo el sello BMG Berlin Musik y producido, compuesto y arreglado por Dieter Bohlen y coproducido por Luis Rodriguez. 

## Lista de canciones
| #   | Título                                                  | Tiempo |
| --- | ------------------------------------------------------- | ------ |
| 1.  | "You're My Heart, You're My Soul" (Dieter Bohlen)       | 5:32   |
| 2.  | "Diamonds Never Made A Lady" (Dieter Bohlen)            | 4:03   |
| 3.  | "You Can Win If You Want" (Dieter Bohlen)               | 3:48   |
| 4.  | "There's Too Much Blue In Missing You" (Dieter Bohlen)  | 4:39   |
| 5.  | "Cheri Cheri Lady" (Dieter Bohlen)                      | 3:45   |
| 6.  | "With A Little Love" (Dieter Bohlen)                    | 3:33   |
| 7.  | "Brother Louie" (Dieter Bohlen)                         | 3:41   |
| 8.  | "Let's Talk About Love" (Dieter Bohlen)                 | 3:53   |
| 9.  | "Atlantis Is Calling (S.O.S. for Love)" (Dieter Bohlen) | 3:49   |
| 10. | "Lady Lai" (Dieter Bohlen)                              | 4:55   |
| 11. | "Geronimo's Cadillac" (Dieter Bohlen)                   | 3:16   |
| 12. | "Doctor For My Heart" (Dieter Bohlen)                   | 3:16   |
| 13. | "Give Me Peace On Earth" (Dieter Bohlen)                | 4:12   |
| 14. | "Stranded In The Middle Of Nowhere" (Dieter Bohlen)     | 4:31   |
| 15. | "Jet Airliner" (Dieter Bohlen)                          | 4:21   |
| 16. | "In 100 Years" (Dieter Bohlen)                          | 3:58   |

- Datos: Q81370